# Радіохвильовий контроль
Радіохвильовий контроль — це вид неруйнівного контролю, який ґрунтується на аналізі взаємодії електромагнітного випромінювання радіохвильового діапазону з об'єктом контролю.

## Область застосування
Радіохвильовий контроль застосовують для вирішення практично всіх основних завдань неруйнівного контролю: товщинометрії, інтроскопії, дефектоскопії та структуроскопії. Використовувана апаратура в основному побудована на базі стандартних або модернізованих елементів НВЧ. Спеціальним елементом при розв'язанні конкретної задачі може бути джерело або приймач випромінювання, а також пристрій для кріплення та переміщення об'єкта. Цим методом контролюють вироби з матеріалів, де радіохвилі слабо загасають, такі як: діелектрики, скловолокно, пластмаси, кераміка, тонкостінні металеві об'єкти та ін.

## Прилади радіохвильового контролю
- Радіохвильовий дефектоскоп — призначений для виявлення, реєстрації та визначення розмірів або координат дефектів типу: порушення суцільності та неоднорідності.
- Радіохвильовий товщиномір — вимірює товщину об'єктів та елементів.
- Радіохвильовий діелектромір — вимірює діелектричні характеристики речовини.
- Радіохвильовий поромір — вимірює щільність або пористість радіопрозорих речовин.
- Радіохвильовий вологомір — вимірює вологість радіопрозорих речовин.
- Радіохвильовий еліпсометр — необхідний для проведення неруйнівного контролю еліпсометричних радіохвильовим методом.
- Рефлектометр — вимірює параметри відбитого радіохвильового випромінювання.
- Радіохвильовий структуроскоп — необхідний якісного визначення параметрів, характеризуючих структуру.
- Радіоінтроскоп — дефектоскоп з візуалізацією прихованого радіозображення об'єкта контролю або багатоелементної обробки інформації на основі комп'ютері.

Квазіоптичний радіоінтроскоп — містить пристрої для квазіоптичного формування радіозображення